# Aeropuerto Tuuta
El Aeropuerto Tuuta (también llamado Aeropuerto de las Islas Chatham) (IATA: CHT, ICAO: NZCI) es un pequeño aeropuerto a 10,5 millas náuticas (19,4 km; 12,1 millas) al noreste del municipio de Waitangi en las islas Chatham, en Nueva Zelanda.
El aeropuerto, nombrado en honor del isleño de Chatham Inia William Tuuta, se completó en 1982 para reemplazar una pista de aterrizaje de hierba compactada en Te Hapupu que solo podía manejar aviones de carga lenta Safe Air Bristol Freighter. Armstrong Whitworth Argosy comenzó a operar inmediatamente en las islas utilizando el nuevo aeropuerto hasta 1990, cuando Mount Cook Airlines y más tarde Air Chathams se hicieron cargo de los servicios aéreos desde y hacia el territorio continental de Nueva Zelanda.
Un pequeño museo de aviación también se basa allí, lo que significa la importancia que la aviación ha desempeñado en el desarrollo de la riqueza económica del grupo de la isla.
Air Chathams opera servicios a Auckland, Christchurch y Wellington, con aviones Convair 580, los siguientes días: lunes: Chathams - Wellington, martes: Chathams - Christchurch, miércoles: Chathams - Wellington, jueves: Chathams - Auckland, viernes: Chathams - Wellington, y estacionalmente el sábado: Chathams - Auckland.
También opera vuelos al aeródromo de Isla Pitt.
El aeropuerto es la base de Air Chathams y generalmente alberga dos aviones durante la noche.

## Aerolíneas y destinos
| Aerolíneas   | Destinos                                        |
| ------------ | ----------------------------------------------- |
| Air Chathams | Auckland, Christchurch, Pitt Island, Wellington |

- Datos: Q1708719
- Multimedia: Chatham Islands Airport / Q1708719